# 鈴木彰
鈴木彰（すずき　あきら、1969年-　）は、日本文学研究者、立教大学教授。

## 来歴
京都府生まれ、埼玉育ち。1992年早稲田大学第一文学部日本文学科卒、2000年同大学院文学研究科博士後期課程日本文学専攻満期退学。2003年「中世社会における『平家物語』の展開と再生に関する研究」で文学博士。2003年神奈川大学講師、2005年助教授、2007年准教授、2008年明治大学准教授、2013年立教大学文学部教授。第30回日本古典文学会賞受賞。趣味は旅。

## 著書

### 単著
- 『平家物語の展開と中世社会』汲古書院 2006

### 共編著
- 『平家物語を知る事典』日下力,出口久徳共著 東京堂出版 2005
- 『木曾義仲のすべて』樋口州男,松井吉昭共編 新人物往来社 2008
- 『後鳥羽院のすべて』樋口州男共編 新人物往来社 2009
- 『図説平清盛』樋口州男,錦昭江,野口華世共著 河出書房新社 ふくろうの本 2011